# Sergueï Loukianenko
Pour les articles homonymes, voir Loukianenko (patronymie).
Sergueï Vassilievitch Loukianenko (en russe : Сергей Васильевич Лукьяненко), né le 11 avril 1968 à Karataou en RSS du Kazakhstan (alors en U.R.S.S.), est un écrivain populaire russe de science-fiction et de  romans fantastiques.

## Biographie
Né à Karataou, (RSS du Kazakhstan, U.R.S.S.) , d'un père russo-ukrainien et d'une mère tatare. Il termine l'Institut d'État de médecine d'Alma-Ata, spécialité psychiatrie, où il rencontre son épouse Sonia, spécialiste en pédo-psychiatrie. Ils auront deux fils, Artemy et Daniil.
Après son diplôme en 1992, il travaille dans un hôpital à Alma-Ata, spécialisé dans la psychiatrie de l'enfant, mais il abandonne rapidement le métier, du fait de son faible salaire, qui ne lui permet pratiquement pas de faire vivre sa famille. Ayant commencé à écrire en tant qu'étudiant et à gagner de l'argent de sa plume, il se lance dans la carrière d'écrivain, non sans avoir durant plusieurs années, de grandes difficultés à joindre les deux bouts. Au milieu des années 90, sa situation s'améliore, et bientôt sa popularité croissante en tant qu'écrivain lui permet de fréquents voyages en Russie. En 1996, il s'installe à Moscou, où il réside actuellement.
Ces premiers ouvrages s'inscrivent dans la tradition de l'auteur de récits pour enfants Vladislav Krapivine.
Le succès remporté par l'adaptation cinématographique des Sentinelles de la nuit le fait connaître à l'international. Les droits ont été achetés dans une dizaine de pays.

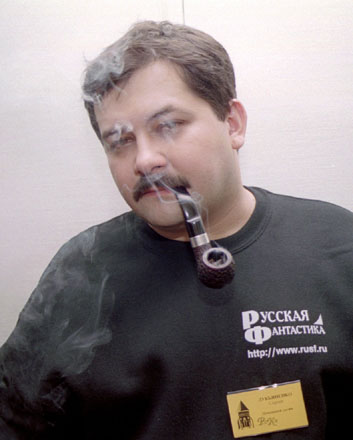

Sergueï Loukianenko dit avoir été influencé par les œuvres d'Arcadi et Boris Strougatski et de Robert A. Heinlein.

## Œuvres

### SérieWatch
- Night Watch : Les Sentinelles de la Nuit (Ночной Дозор) - 1998
- Day Watch : Les Sentinelles du Jour (Дневной Дозор) - 2000
- Dusk Watch / Twilight Watch : Les Sentinelles du Crépuscule (Сумеречный дозор) - 2004
- Last Watch : Les Dernières Sentinelles (Последний дозор) - 2005
- The New Watch : Les Nouvelles Sentinelles (Мелкий дозор) - 2007
- The Sixth Watch : La Sixième Sentinelle (Шестой Дозор) - 2015

### Trilogie
- Labyrinthe de réflexions
  - Labyrinthe de réflexions (Лабиринт отражений) - 1997
  - Faux mirroirs (Фальшивые зеркала) - 1999
  - Les Vitraux transparents (Прозрачные витражи)

- Линия грёз
  - Les Ombres des rêves (рассказ-приквел, 1998)
  - Линия грёз [Ligne de rêve] (1995)
  - Императоры иллюзий [Empereurs des illusions] (1995)

- Seigneur de la planète Terre
  - Принцесса стоит смерти [Une princesse pour qui cela vaut la peine de mourir] (1992)
  - Планета, которой нет [La Planète qui n'existe pas] (1993)
  - Стеклянное море [La Mer de verre] (1994)

- Остров Русь
  - Сегодня, мама! [Aujourd'hui, maman!] (1993)
  - Остров Русь [L'Île Russie] (1994)
  - Царь, царевич, король, королевич [Tsar, fils de tsar, roi, fils de roi] (1994)

- Геном
  - Геном [Le Génome] (1999)
  - Танцы на снегу [Danses sur la neige] (2001)
  - Калеки [Les Mutilés] (2004)

### Diptyques
- Les étoiles sont des jouets froids
  - Les étoiles sont des jouets froids (Звёзды — холодные игрушки) - 1997
  - Ombre d'étoile (Звёздная тень) - 1998

- Chercheurs du ciel
  - Холодные берега [Froids rivages] (1998)
  - Близится утро [Le Matin arrive] (2000)

- Les Chevaliers des quarante îles
  - Les Chevaliers des quarante îles (Рыцари Сорока Островов) - 1992
  - Les Guerres des quarante îles (Войны Сорока Островов) - 1993

- Черновик-чистовик
  - Le Brouillon (Черновик) (2005)
  - La Copie finale (Чистовик) (2007)

### Romans indépendants
- (Мальчик и тьма) - 1997
- (Не время для драконов)  - 1997
- (Осенние визиты) - 1997
- Spectrum  (Спектр) - 2002

### Nouvelles
- Rêve nucléaire (Атомный сон)
- (Восьмой цвет радуги)
- (Временная суета)
- (Принцесса стоит смерти. Повесть, фэнтези-вариант (рукопись утеряна).)
- (Пристань жёлтых кораблей)
- (Тринадцатый город)

## Films adaptés de ses œuvres
| Année | Titre français | Titre original | Réalisateur        | Commentaire                                                                                    |
| ----- | -------------- | -------------- | ------------------ | ---------------------------------------------------------------------------------------------- |
| 2004  | Night Watch    | Ночной Дозор   | Timour Bekmambetov | Adaptation du roman Les Sentinelles de la nuit (Ночной Дозор, première histoire)               |
| 2005  | Day Watch      | Дневной Дозор  | Timour Bekmambetov | Adaptation du roman Les Sentinelles de la nuit (Ночной Дозор, deuxième et troisième histoires) |
| 2006  | Aziris nuna    | Азирис Нуна    | Oleg Kompassov     | Adaptation du roman L'Île des Rus (Aujourd'hui, maman!, Сегодня, мама!, la première histoire)  |
| 2018  | Le Brouillon   | Черновик       | Sergueï Mokritski  | Adaptation du roman Le Brouillon (Черновик)                                                    |

## Récompenses
- 1993: Prix Aelita - "Start Award" pour sa nouvelle Rêve nucléaire (Атомный сон - Atomny son )
- 2001: Prix du meilleur romancier de fantastique russe
- 2003: Prix Golden Roscon pour son roman Spectrum